# Приключения Шерлока Холмса (фильм, 1939)
«Приключения Шерлока Холмса» (англ. Adventures of Sherlock Holmes, 1939) — американский художественный фильм Альфреда Л. Веркера, второй из серии фильмов посвящённых приключениям Шерлока Холмса и доктора Ватсона с участием Бэйзила Рэтбоуна и Найджела Брюса. Основан на пьесе «Шерлок Холмс» Уильяма Джилетта.

## Сюжет
Профессор Мориарти разработал план кражи драгоценностей короны из лондонского Тауэра. Чтобы вовлечь в игру Холмса, он убеждает флейтиста-гаучо убить Энн Брэндон.

## В ролях
- Бэзил Рэтбоун — Шерлок Холмс
- Найджел Брюс — доктор Ватсон
- Айда Лупино — Энн Брэндон
- Джордж Зукко — профессор Мориарти
- Алан Маршал — Джеррольд Хантер
- Терри Килбёрн — Билли
- Генри Стивенсон — Рональд Рамсгейт
- E. E. Клайв — инспектор Бристоль
- Артур Холд — Байсик
- Питер Уайлес — Ллойд Брэндон
- Мэри Гордон[англ.] — миссис Хадсон
- Холмс Херберт
- Джордж Ригас — Матео
- Мэри Форбс — Леди Конингем
- Гарри Кординг — Крэгин (в титрах не указан)

## Факты
- В другом фильме серии («Женщина в зелёном») профессора Мориарти сыграл Генри Дэниэл. По мнению Бэзила Рэтбоуна, толкование образа Мориарти Дэниэлом было более виртуозно.[2]
- После выхода «Приключения Шерлока Холмса» компания «Двадцатый век Фокс» решила больше не выпускать фильмов о Шерлоке Холмсе.
- Спустя два года после выхода «Приключения Шерлока Холмса» компания «Юниверсал» приобрела права на дальнейшие съёмки фильмов. С Бэзилом Рэтбоуном, Найджелом Брюсом и Мэри Гордон[англ.] (миссис Хадсон) был подписан контракт на съёмки в течение четырёх лет.[2]

## Создатели фильма
- Компания / Двадцатый век Фокс
- Продюсер / Даррел Занук (англ. Darryl F. Zanuck)
- Ассистент продюсера / Джин Марки (англ. Gene Markey)
- Режиссёр / Альфред Уэркер (англ. Alfred Werker)
- Сценарист / Уильям Джиллетт (англ. William Gillette)
- Сценарист / Эдвин Блум (англ. Edwin Blum)
- Сценарист / Уильям Дрейк (англ. William A. Drake)
- Оператор / Леон Шамрой (англ. Leon Shamroy)
- Редактор / Роберт Бишофф (англ. Robert Bischoff)
- Композитор / Сирил Мокридж (англ. Cyril Mockridge)